# پولیوت
پولیوت (روسی: Производственное объединение «Полёт») شرکت دولتی صنایع جنگ‌افزاری روس است، که در سال ۱۹۴۱ تأسیس شد.